# Jan Pociej (kanonik)
 Jan Pociej (ur. 7 października 1799 w Posadowie, zm. 8 lipca 1858 w Warszawie) – unicki duchowny, rektor seminarium w Chełmie, prałat i kanclerz kapituły katedralnej chełmskiej, historyk.

## Życiorys
Pochodził z rodu Pociejów, do którego należeli m.in. Hipacy Pociej, współtwórca unii brzeskiej i zwierzchnik Kościoła unickiego w Rzeczypospolitej oraz Jan Michał Pociej, biskup włodzimiersko-brzeski (1665–1666). Był synem Eliasza, greckokatolickiego proboszcza w Posadowie oraz Anny z Lipnickich. Miał brata Łukasza, późniejszego administratora parafii św. Jerzego w Biłgoraju i proboszcza w Soli, oraz siostrę Teklę, późniejszą żonę ks. Jana Dolinowskiego.
Od 1823 był profesorem prawa kanonicznego i historii Kościoła w seminarium duchownym w Chełmie, a także asesorem konsystorza generalnego diecezji chełmskiej. Będąc kanonik katedralnym i oficjał chełmskiej katedry pełnił urząd asesora duchownego wyznania greckounickiego przy Komisji Rządowej Spraw Wewnętrznych i Duchownych (1835-1852). W 1845-1850 wykładał w warszawskim gimnazjum gubernialnym.
Choć można znaleźć wzmianki o przywiązania Pocieja do unii z Rzymem, to jednak znany był przede wszystkim jako zwolennik oczyszczenia obrządku unickiego z wpływów łacińskich i powrotu do tradycji prawosławnej. W tym zakresie stał się narzędziem polityki rosyjskiej zmierzającej do likwidacji unii w Królestwie Kongresowym. Wraz z ks. Józefem Wójcickim odgrywał znaczącą rolę w okresie administrowania chełmską diecezją unicką przez biskupa Jana Teraszkiewicza. Blisko współpracował z dyrektorem Komisji Rządowej Spraw Wewnętrznych i Duchownych Pawłem Muchanowem.
Jako historyk był autorem m.in. Zbioru wiadomości historycznych i aktów dotyczących dziesięcin kościelnych na Rusi (1845) - utworu napisanego wyraźne w interesie władz rosyjskich, rozpoczynającego się od zapewnienia, iż autor nie zamierza bynajmniej uwłaczać, w czemniebądź świetnemu i przezacnemu Klerowi łacińskiemu, ale już na początku zawierającego katalog krzywd, jakich Rusini zaznali od obrządku łacińskiego. Niezależnie jednak od ideologicznej wymowy czy politycznego wykorzystania publikacji książka Pocieja zasadniczo rzetelnie odzwierciedlała dyskryminację najpierw prawosławnych a następnie unitów w Królestwie Polskim i w Rzeczypospolitej – powoływał się na nią nawet niechętny Pociejowi rzymskokatolicki badacz unii brzeskiej, ks. bp Edward Likowski.
Znacznie gorzej przyjęte zostało inne dzieło Jana Pocieja – O Jezusie Chrystusie Odkupicielu, tudzież o pierwotnych chrześcijanach i ich domach modlitwy, rzecz ze stanowiska historyczno-religijnego. Na gruncie teologicznym zostało ono skrytykowane przez ks. Piotra Semenenkę, który w dużej mierze przyczynił się do umieszczenia utworu chełmskiego duchownego na indeksie ksiąg zakazanych (1857).
Rząd rosyjski narzucił Jana Pocieja na stanowisko rektora seminarium duchownego w Chełmie, które objął po przejęciu administrowania diecezją chełmską przez Jana Teraszkiewicza w 1851 r. Pociej przedstawił projekt wprowadzenia wykładów w języku rosyjskim i uniezależnienia seminarium od władzy biskupa, a podporządkowania go Komisji Rządowej Spraw Wewnętrznych i Duchownych. Zakładał też możliwość prowadzenia wykładów przez prawosławnych. Projekt ten został zatwierdzony w 1856 r. Jeszcze wcześniej rektor rozpoczął praktykę wysyłania duchownych unickich na uczelnie prawosławne, m.in. wysłał swojego syna Mikołaja na studia do Moskwy (1852).
Działania Pocieja na rzecz powrotu do tradycji prawosławnych, co w ówczesnej sytuacji oznaczało w rzeczywistości rusyfikację obrządku unickiego i samych unitów, stały się jednym z elementów tworzących grunt pod ostateczną likwidację Kościoła unickiego w zaborze rosyjskim.
Został pochowany na cmentarzu w Czerniczynie.

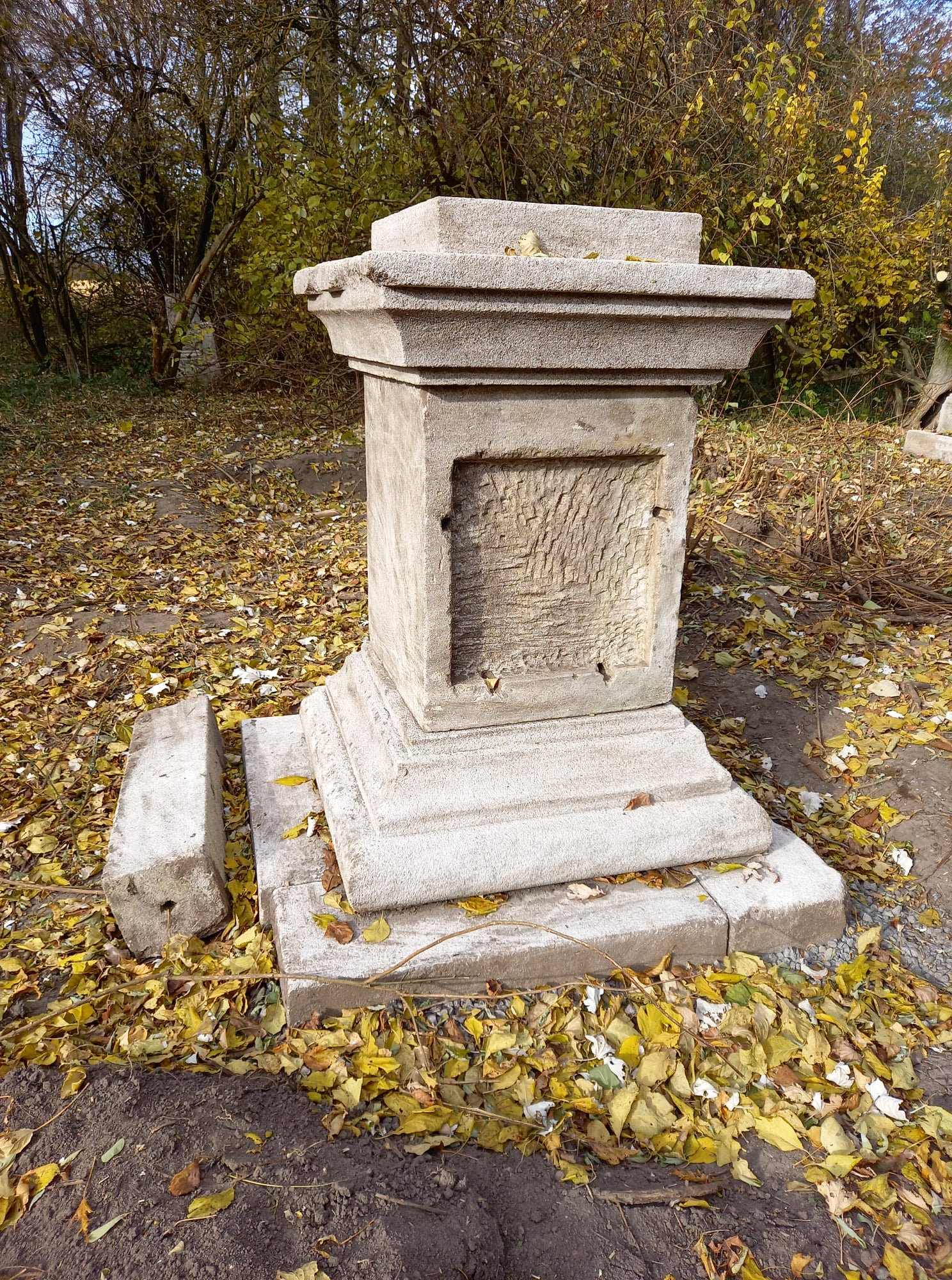
Prawosławny cmentarz w Czerniczynie. Nagrobek ks.Jana Pocieja
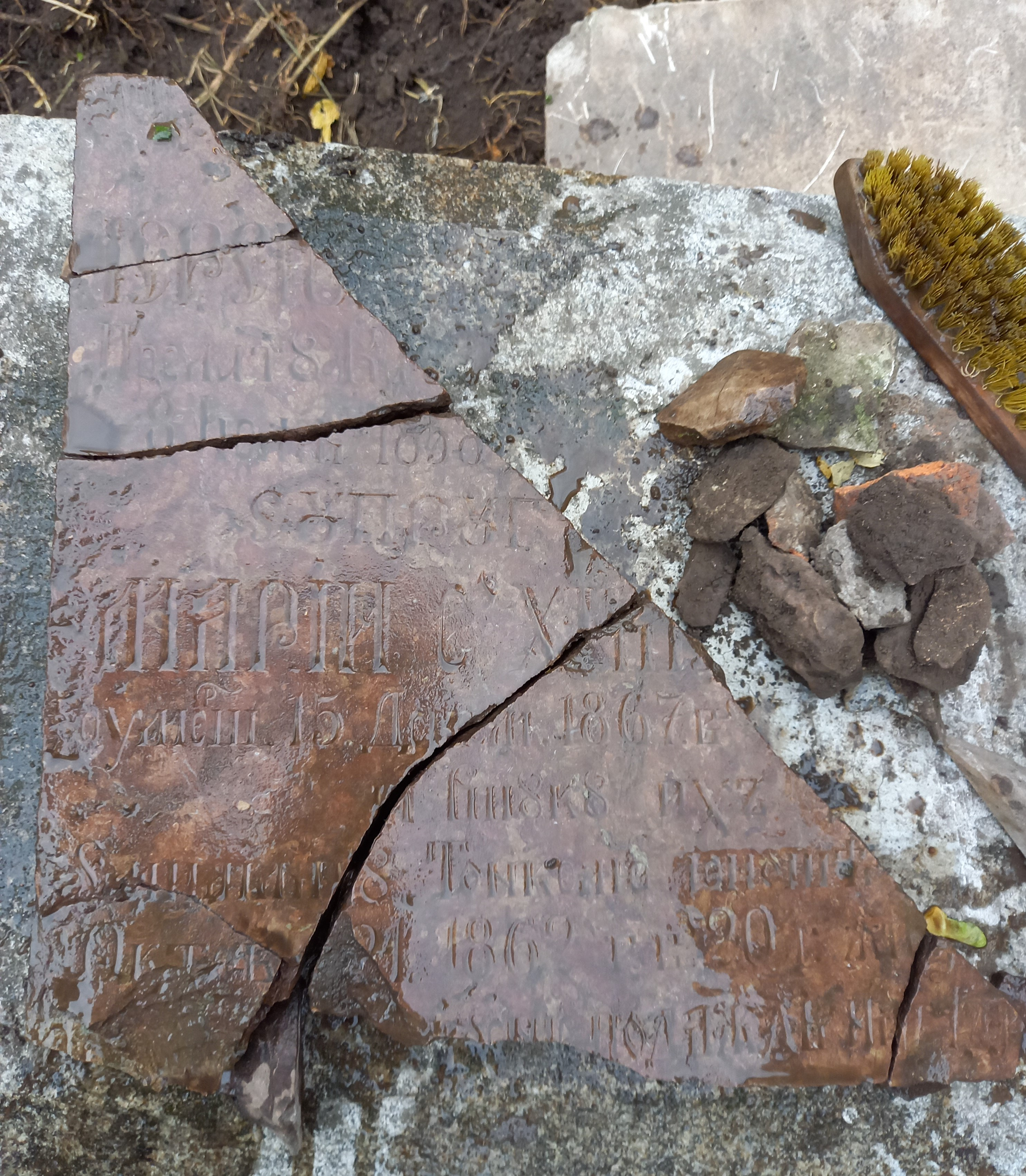
Prawosławny cmentarz w Czerniczynie. Fragment tablicy nagrobnej ks.Jana Pocieja

## Żona i potomstwo
14 lipca 1822 r. w Czerniczynie poślubił Mariannę z Chilewskich (błędnie: Chilewiczów), córkę ks. Michała Chylewskiego, greckokatolickiego proboszcza parafii w Czerniczynie, następnie dziekana hrubieszowskiego i kanonika chełmskiego. Miał następujące potomstwo:
- Krystyna (ur. ok. 1823 w Czerniczynie), żona ks. Józefa Tąkiela herbu Korczak, późniejszego proboszcza m.in. w Kodeńcu i w Ostrowie Lubelskim[20][21] (ślub odbył się 12 września 1840 r. w kościele greckokatolickim w Czerniczynie)[7]
- Emilian (1826 – 1887), ksiądz greckokatolicki, wyświęcony w 1854 r.[7], pisarz konsystorza generalnego diecezji chełmskiej, nauczyciel seminarium duchownego w Chełmie (ok. 1863), internowany w Sandomierzu przez władze rosyjskie, wyemigrował do Galicji, gdzie był kapelanem w Fundacji Skarbka w Drohowyżu[22]
- Joanna (ur. ok. 1833 w Teratynie), żona ks. Juliana Chróściewicza, późniejszego proboszcza w Śniatyczach (ślub odbył się 28 września 1854 r. w kościele greckokatolickim w Czerniczynie)[19]
- Łukasz (ur. ok. 1831), świecki profesor seminarium duchownego w Chełmie, żona: Maria Neümark (ok. 1848) , córka właścicieli dóbr Tursko (ślub odbył się 24 listopada 1857 r. w kościele rzymskokatolickim w Grabowcu)[7], współpracownik ojca, a następnie członek deputacji składającej petycję do cara o przyłączenie do prawosławia wiernych greckounickich (likwidacja unickiej diecezji chełmskiej)